# Leopold I. Podstatský-Lichtenštejn
Leopold I. Podstatzky-Lichtenstein, počeštěně též Podstatský-Lichtenštejn (13. srpen 1763[zdroj?] nebo 24. srpna 1769 Mnichov – 1. října 1813 Vídeň) pocházel ze starobylého rodu Podstatských z Prusinovic a byl c. k. komoří.

## Život

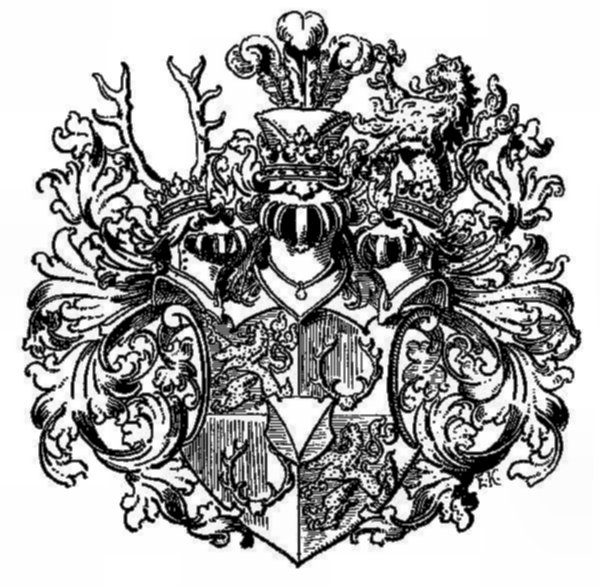
Erb rodu Podstatzky-Lichtenstein

Byl při založení moravsko-slezské legie a bojoval v jejích řadách v bitvě u Aspernu. Po obsazení Vídně francouzi požádal o audienci císaře Napoleona a zaručil se mu za zajištění pořádku ve městě.

## Rodina
Ve Vídni se 17. září 1792 oženil s hraběnkou Marií Terezií Kolowrat-Krakowskou (23. června 1770 Vídeň – 21. května 1849 Stronsdorf), dcerou Leopolda Viléma Kolowrat-Krakowského (1727–1809) a Marie Terezie z Khevenhüller-Metsch (1741–1805). Měli spolu čtyři děti.
- 1. Leopold II. (3. 11. 1801 Brno – 12. 5. 1848 Vídeň)
  - ∞ (1. 5. 1825 Vídeň) Amálie z Clary-Aldringenu (18. 3. 1805 Vídeň –24. 8. 1865 Telč)
- 2. Marie (27. 8. 1803 Brno – 30. 12. 1864 Salzburg)
  - ∞ (23. 9. 1828 Stronsdorf) Ferdinand z Gattenburgu (19. 3. 1803 Budapešt – 12. 12. 1882 Salzburg)
- 3. Adolf (2. 12. 1805 Vídeň – 8. 4 . 1898 Vídeň)
- 4. Gustav (28. 2. 1807 Vídeň – 18. 5. 1904 Salzburg)
  - ∞(1828 Bochnii) Amálie Lipowská z Lipowetz (17. 9. 1804 Řečice u Dačic – 20. 5. 1859 Vídeň)

Manželka Marie Terezie se po jeho smrti provdala v roce 1815 za Jana Karla z Hardeggu (1783–1839).

## Majetek
Vlastnil Telč, Želetavu a Krasonice.
Podporoval rozvoj města Telč v oblasti hospodářství a kultury. Roku 1809 založil nadaci pro dospělé a zachovalé dívky a staral se o vzdělání svých zaměstnanců zřízením „nedělní školy pro dospělé občany a sedláky".
Po smrti v roce 1813 mu byl postaven v zámecké zahradě pomník.